# Cratere Pharos
Pharos è un cratere presente sulla superficie di Proteo, un satellite di Nettuno; il suo nome deriva da quello dell'isola di Faro, ove, secondo la mitologia greca, regnò Proteo.